# Měsíční světlo

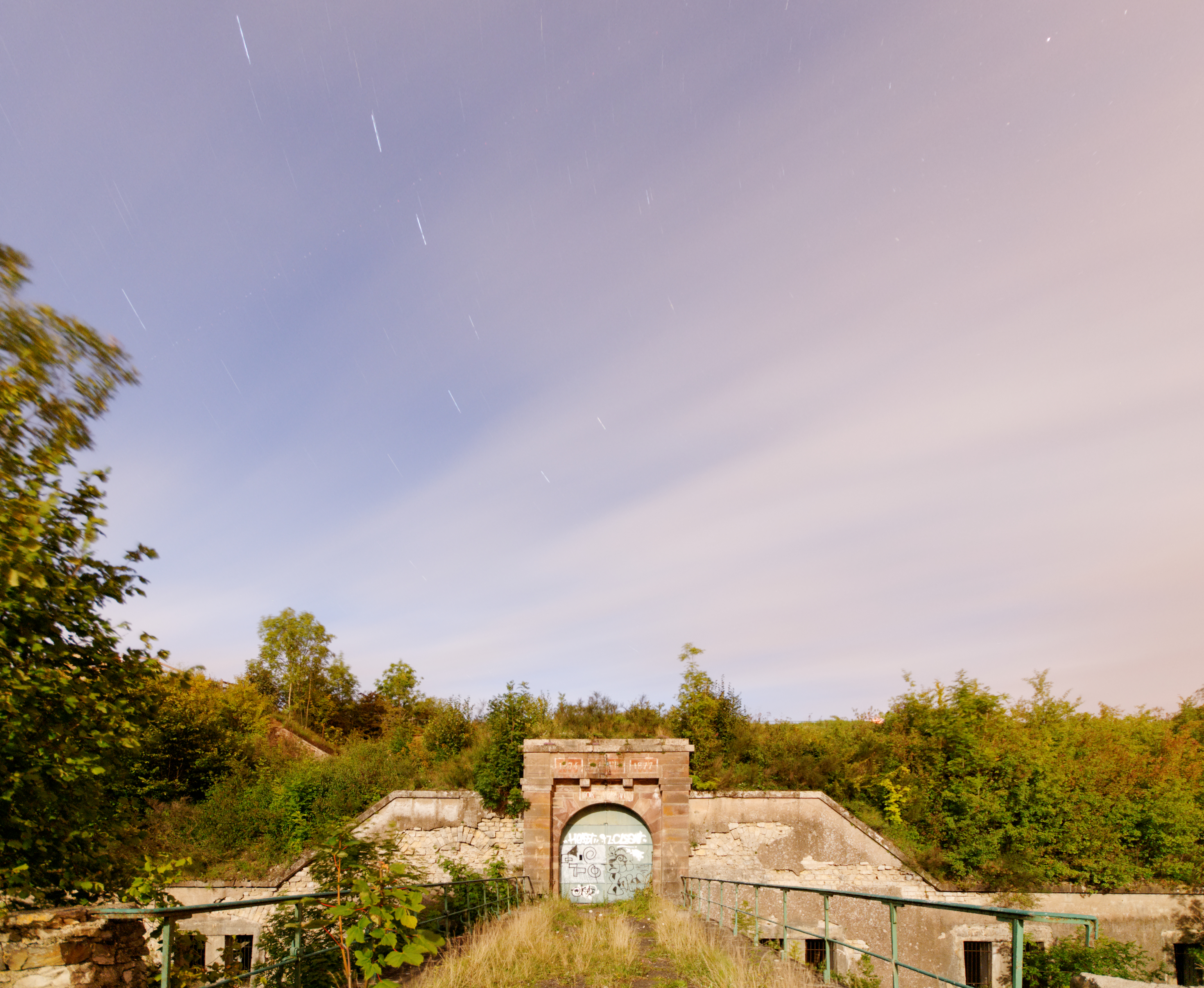
Fotografie pořízená v měsíčním světle s expozicí dlouhou deset minut

Měsíční světlo je světlo, které dorazí k Zemi od Měsíce. Převážně se jedná o Měsícem odražené sluneční světlo, částečně potom o odražené světlo hvězd či Země.

## Osvětlení
Intenzita měsíčního svitu se velmi liší v závislosti na měsíčním cyklu, obvykle se pohybuje mezi hodnotami 0,05-0,1 luxu. Když je Měsíc k Zemi nejblíže, ve vysokých nadmořských výškách v tropických zeměpisných šířkách může intenzita dosáhnout až 0,32 luxu. Světlo Měsíce v úplňku je asi 1.000.000krát slabší než světlo Slunce.
Barva měsíčního světla, obzvláště v blízkosti úplňku, se zdá být ve srovnání s většinou umělých světelných zdrojů pro lidské oko modrá. Je to díky Purkyňovu jevu – s úbytkem světla se modré tóny zdají jasnější. A přestože měsíční světlo je často označováno jako "stříbřité", nemá vlastní stříbrnou kvalitu. Měsíční albedo je 0,136 což znamená, že se odráží od Měsíce pouze 13,6 % dopadajícího slunečního světla.
Jelikož barva měsíčního povrchu je v podstatě neutrálně šedá, měsíční světlo je ze spektrálního hlediska a z hlediska teploty chromatičnosti velmi podobné přímému slunečnímu světlu. Vzhledem k tomu, že úhlová velikost Slunce a Měsíce je při pohledu ze Země srovnatelná, ostrost stínů měsíčního světla je také podobná jako u slunečního.
Měsíční světlo obvykle ztěžuje astronomická pozorování, proto se astronomové pozorování oblohy v blízkosti úplňku vyhýbají.
Trvá 1,26 sekundy, než měsíční světlo dosáhne zemského povrchu.

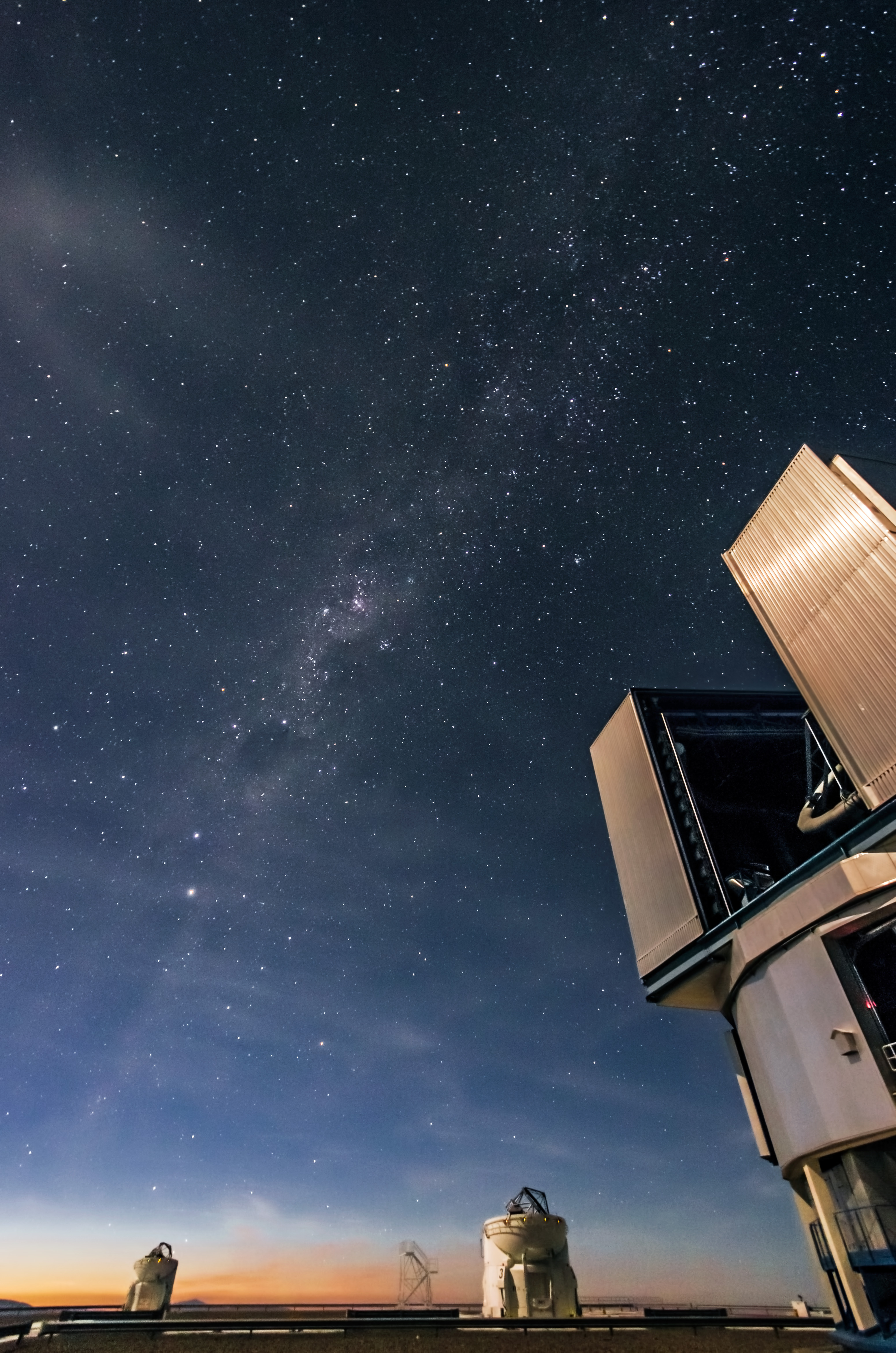
Svit Měsíce nad VLT
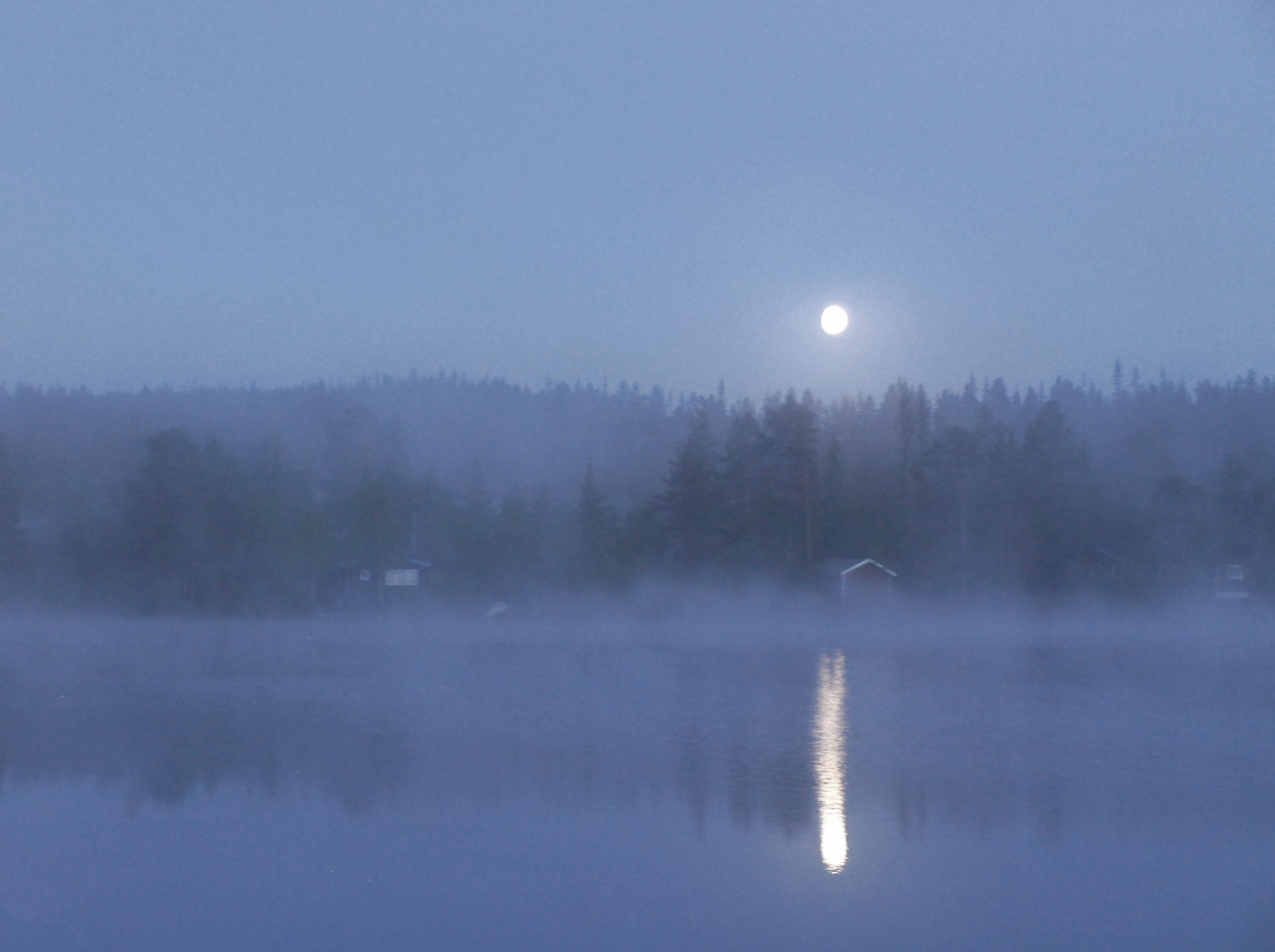
Měsíční světlo nad jezerem
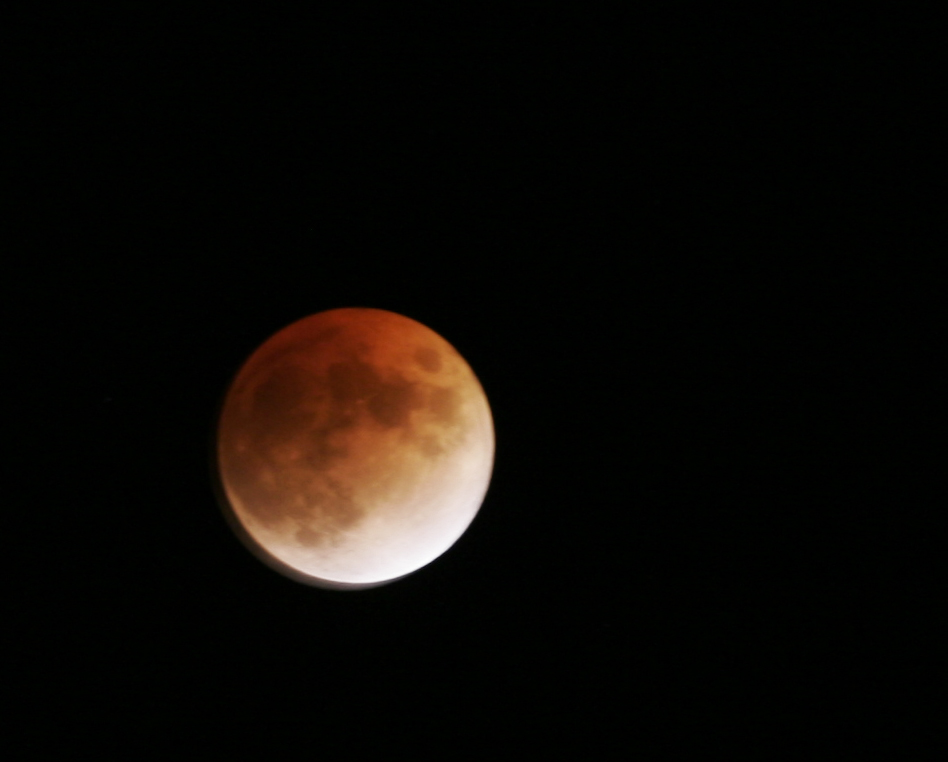
Měsíc zabarvený do ruda při zatmění Měsíce
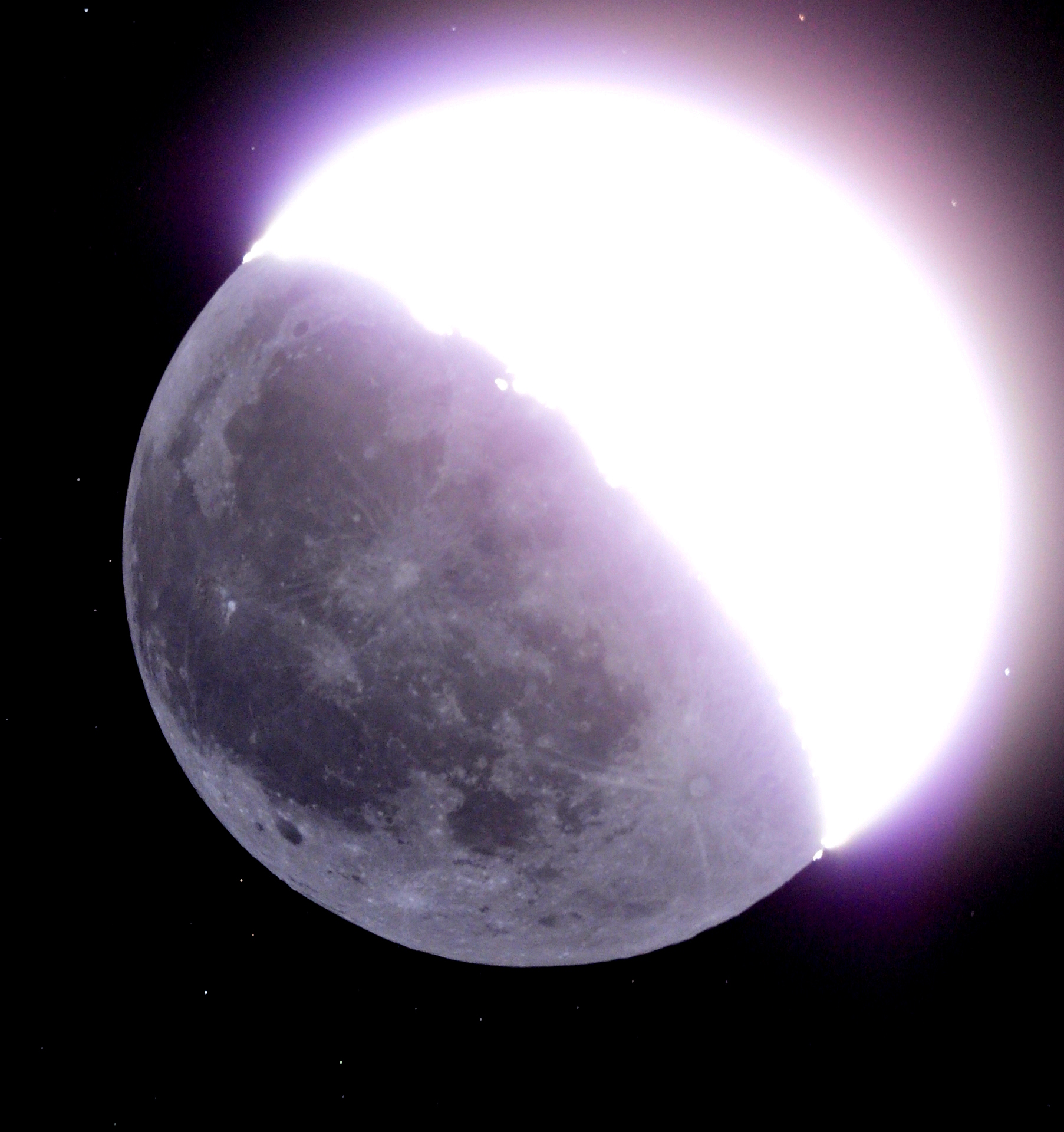
Levá strana je osvícena Zemí, pravá Sluncem
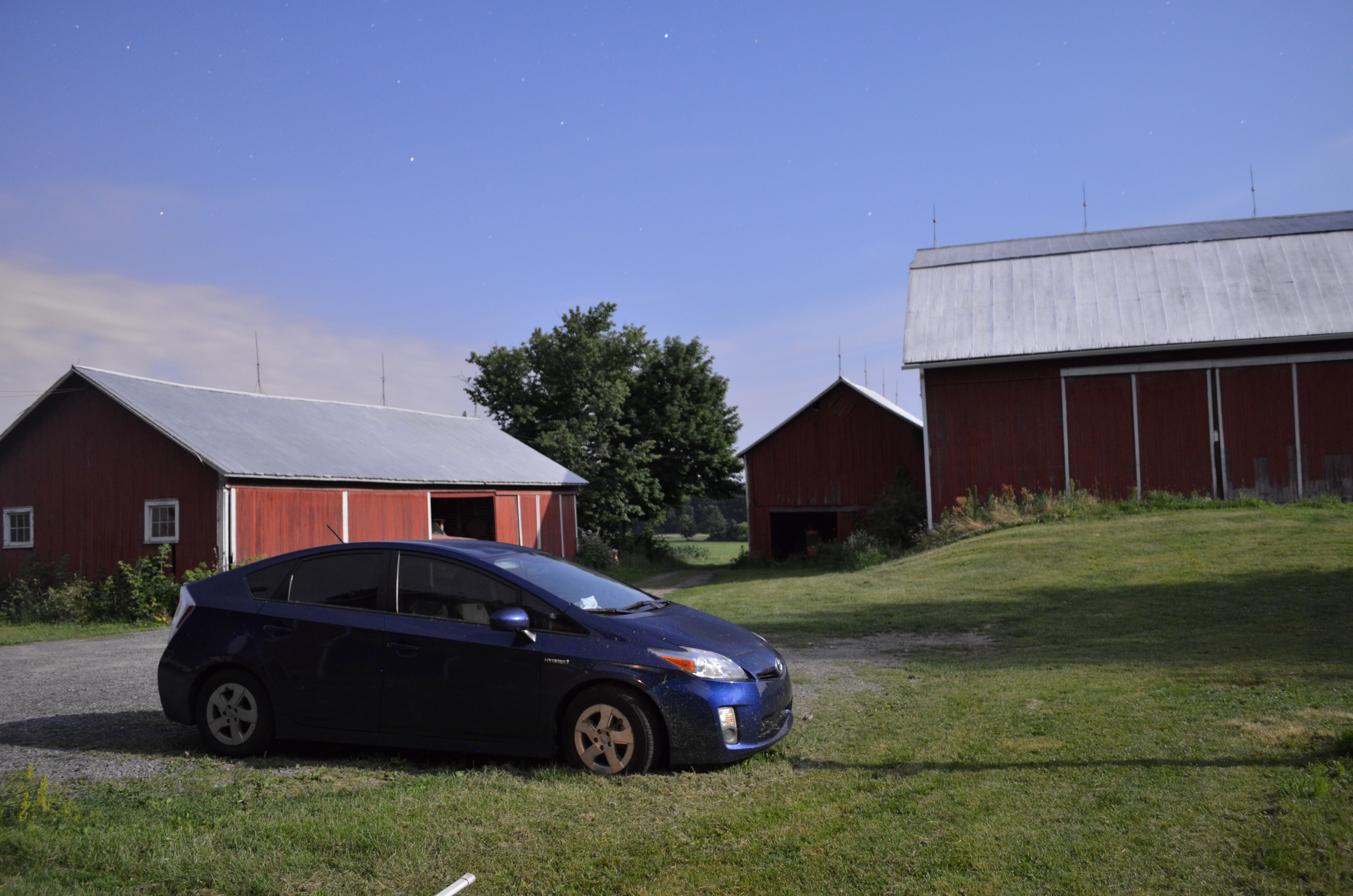
Při správném počínání jsou fotografie pořízené v měsíčním a slunečním světle k nerozeznání

## Měsíc v umění
Měsíc ve svých různých podobách inspiroval celou řadu umělců.

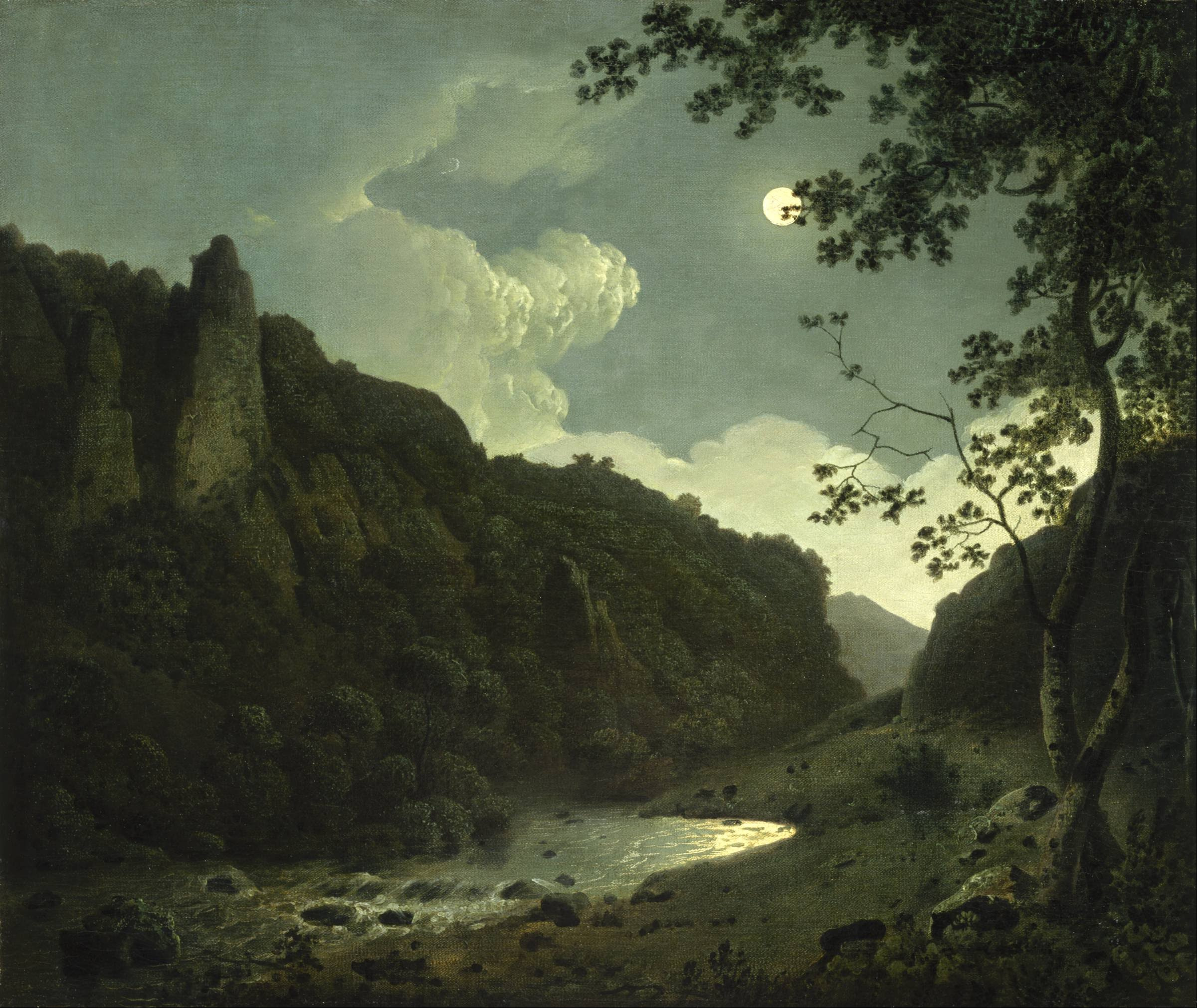
Joseph Wright of Derby: Dovedale v měsíčním světle
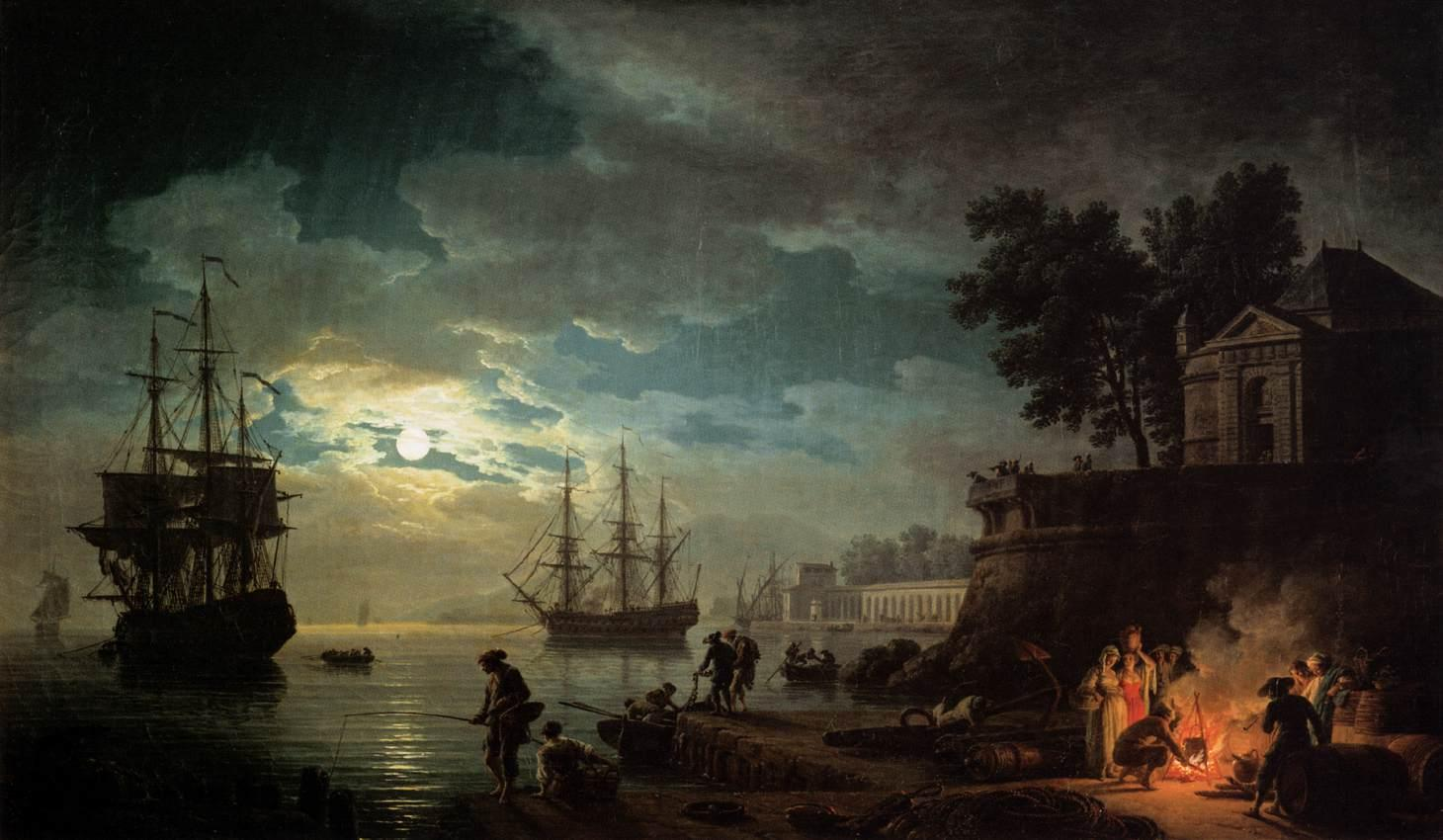
Claude Joseph Vernet: Ztroskotání (1759)
Vincent van Gogh: Hvězdná noc
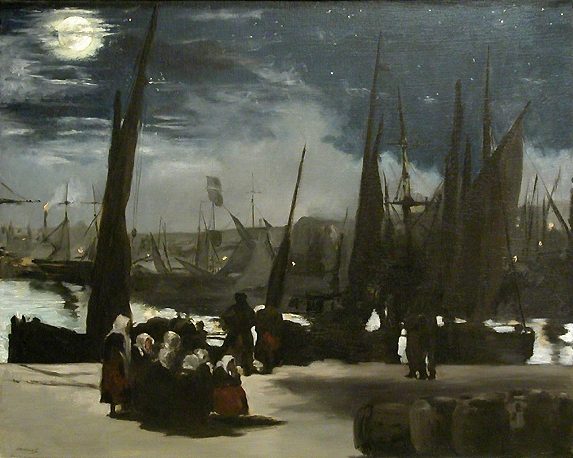
Édouard Manet: Clair de lune sur le port de Boulogne - Seaport of Boulogne by Moonlight
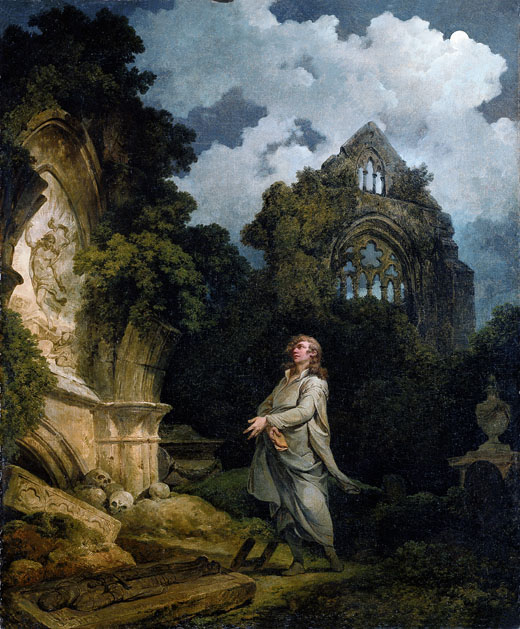
Philip James de Loutherbourg: Visitor to a moonlit churchyard

## Fotografie v měsíčním světle

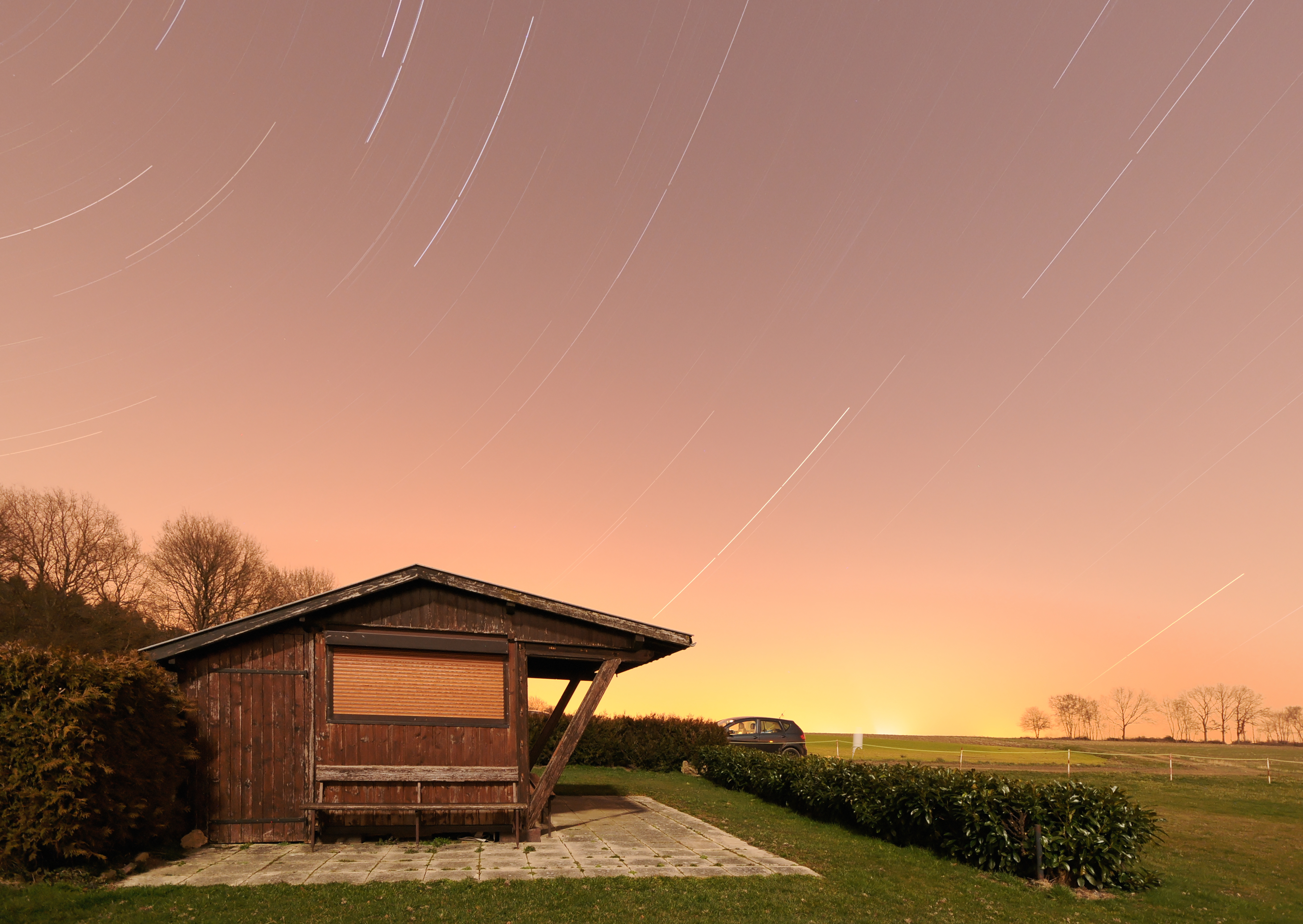
Krajina osvícená měsíčním světlem, půlhodinová expozice

Jedná se o způsob noční fotografie, při které je k osvětlení scény využito měsíčního světla. Snímky jsou pořizovány v exteriéru v době mezi soumrakem a svítáním. Fotograf se musí vyrovnat s širokým rozsahem kontrastů a nutností správně nastavit expozici. Vzhledem k potřebné dlouhé době expozice je zpravidla nutné fotografovat ze stativu. Díky dlouhému času lze zvýšit efekt záběru například dynamikou barevných čar pohybujících se objektů. Možnost fotografovat bez stativu nabízí vysoce citlivé filmy nebo nastavení digitálního fotoaparátu na vyšší ISO.